# Хадак, Павел Иосифович

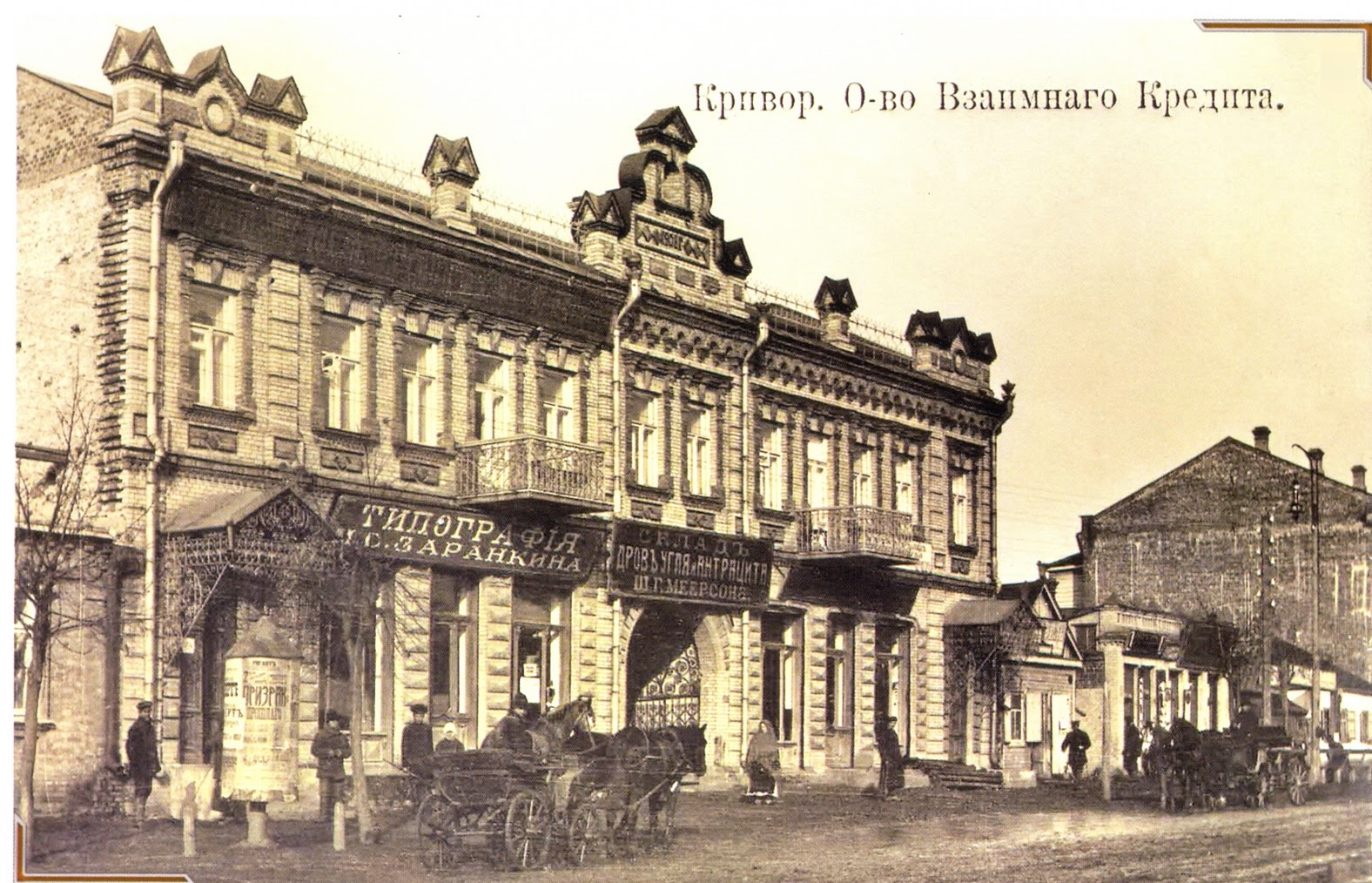
Дом, в котором жил и работал Пинхас Хадак

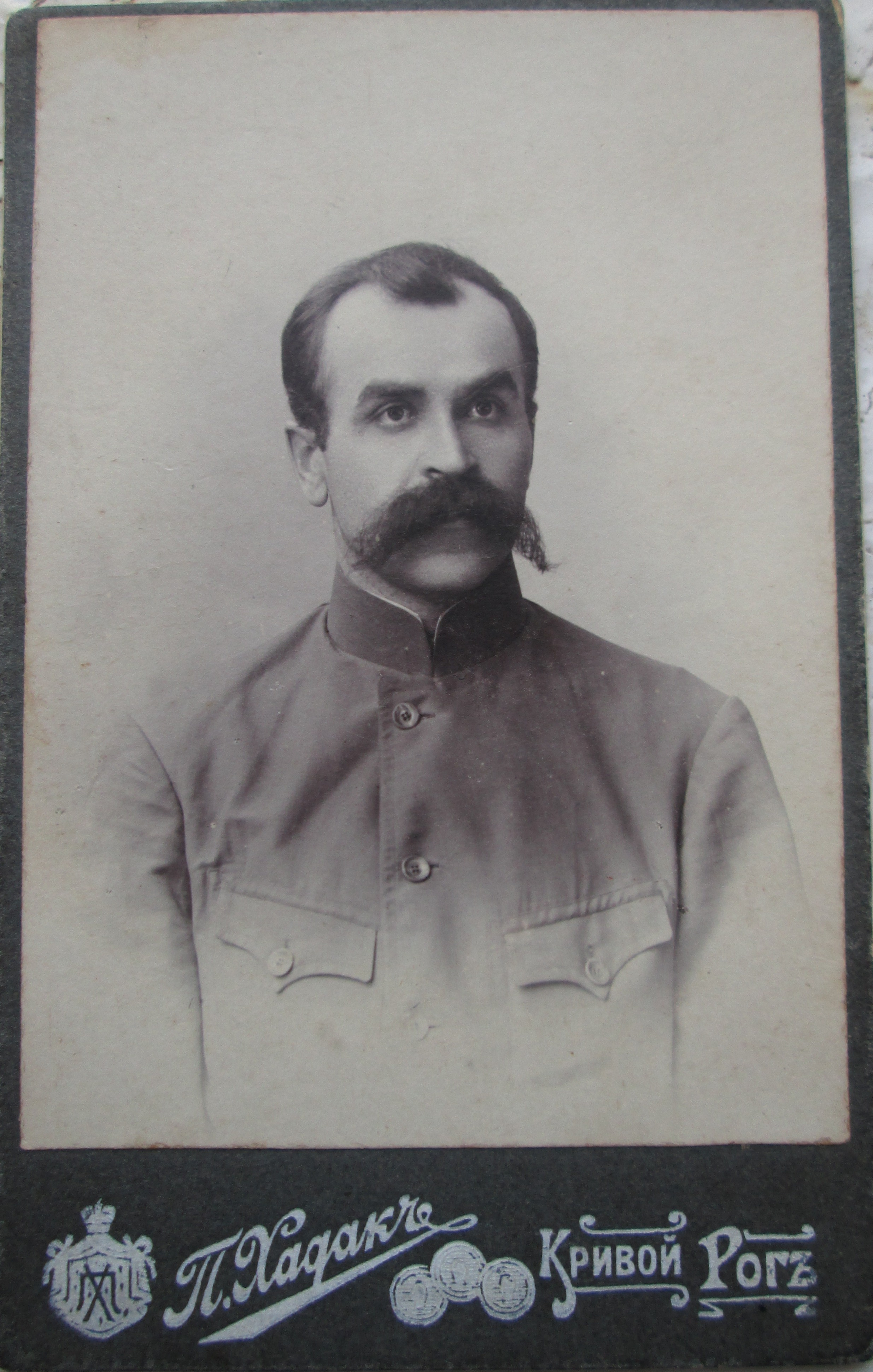
Одна из работ Пинхаса Хадака. На фото Черноиван Иван Маркович. 1903

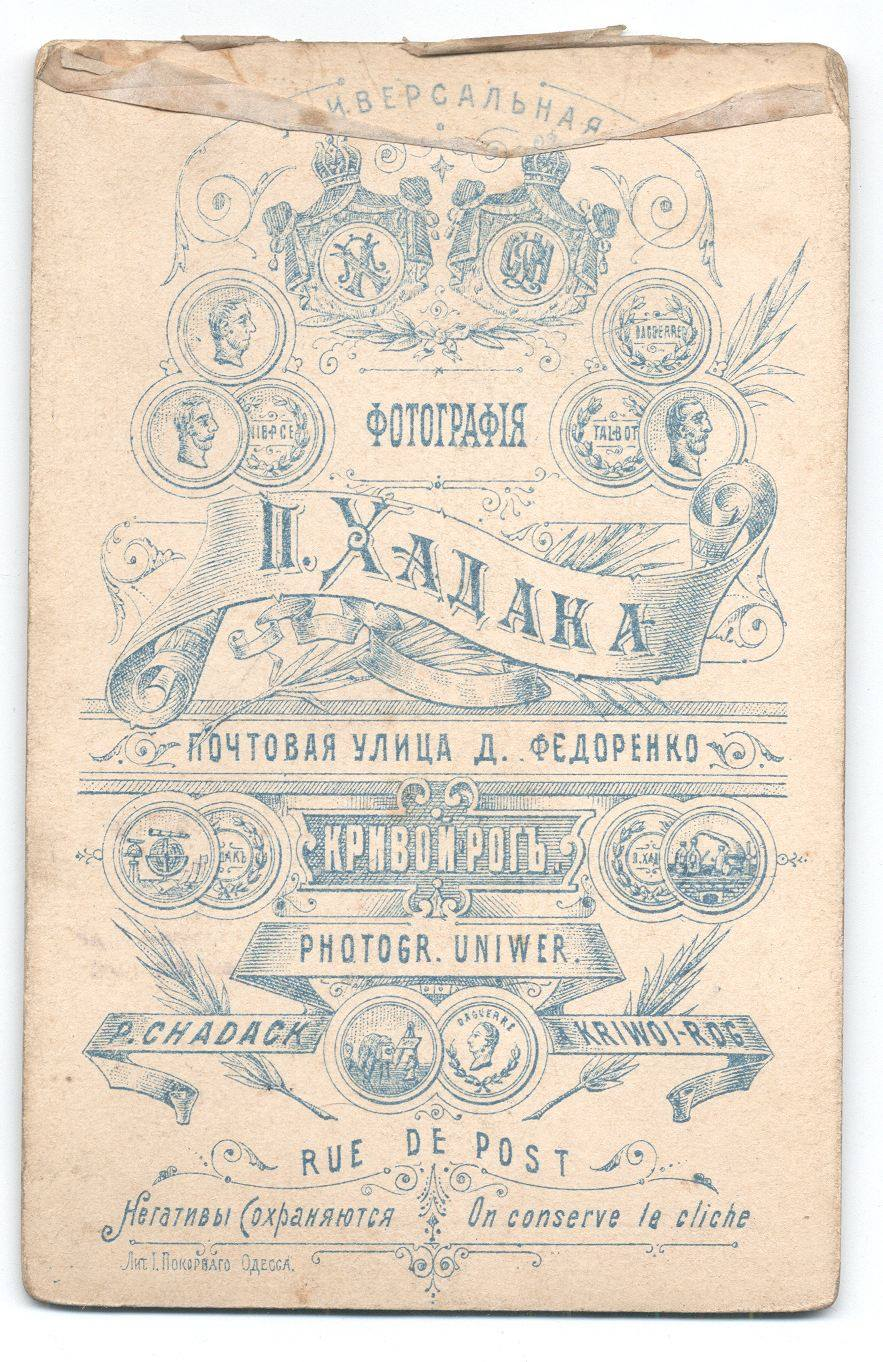
Универсальная фотография П. Хадака

Павел Иосифович (Пинхас Юзефович) Хадак (дореволюционные фотографии подписаны: Фотоателье Пи́нхас Хада́к; 1863, Острог, Волынская губерния — 18 февраля 1940, Кривой Рог, Днепропетровская область) — российский и советский фотограф. Фотолетописец Кривого Рога.

## Биография
Родился в 1863 году в городе Острог в небогатой еврейской семье. Начальное образование получил в хедере, затем окончил Острогское коммерческое училище.
В 1881 году поехал в Одессу для поступления в Новороссийский университет на факультет химии. Поселился в частном пансионе, где его соседом стал молодой фотограф, рассказавший о перспективах фотографии. Окончил одесскую фотошколу, основной преподаватель Моисей Соломонович Напельбаум. Работал лаборантом, ретушёром и фотографом.
В 1890 году после женитьбы переехал в местечко Кривой Рог, где арендовал дом на Николаевской улице (ныне Свято-Николаевская). На Почтовой улице в доме Федоренко обустроил фотопавильон «Универсальная фотография П. Хадака», декорации для которого разработал сам и кропотливо следил за качеством реквизита. Сам ездил в Париж, Берлин и Вену за необходимыми фотореактивами.
В 1895 году семья переехала в дом Федоренко, был дружен с немцами и поляками, жившими по соседству, дружил с директором Криворожского коммерческого училища Вячеславом Морачевским.
Вёл общественную деятельность, был членом попечительского совета еврейской школы и благотворителем Большой хоральной синагоги, один из руководителей еврейской общины Кривого Рога.
Умер 18 февраля 1940 года в Кривом Роге, где и был похоронен на старом еврейском кладбище между улицами Пушкина и Лермонтова.

## Семья
- Жена — Полина (Хася-Песя) Левитина (ок. 1866—1944)[4]. 
  - Сыновья — Владимир (Виля) Ходак (1892—1941), народный комиссар труда Дагестанской АССР; Адольф Ходак (1897—1962), фотограф[4].
  - Дочери — Эсфирь Ходак (в замужестве Бронштейн, 1894—1980), стоматолог[4]; Юдифь Ходак (в замужестве Самойлович, 1901—1988)[5].

## Память
- Фотоработы хранятся в Криворожском историко-краеведческом музее[1];
- Именем названа улица в Кривом Роге;
- Выставка к 160-летию.